# Boronia deanei
Boronia deanei är en vinruteväxtart. Boronia deanei ingår i släktet Boronia och familjen vinruteväxter.

## Underarter
Arten delas in i följande underarter:
- B. d. acutifolia
- B. d. deanei